# Whispering Jack Smith
Whispering Jack Smith, eigentlich Jacob J. Schmidt (geboren am 30. Mai 1896 in New York City; gestorben am 13. Mai 1950 ebenda) war ein US-amerikanischer Pianist und Kabarettsänger, der in den 1920er und 1930er Jahren als „flüsternder Bariton“ bekannt wurde und auf Theaterbühnen, sowie in einigen Musikfilmen auftrat.

## Wirken
Schmidt war das sechste Kind der deutschen Einwanderer Charles Henry Schmidt und Anna (geborene Staab). Durch eine Verletzung bei einem Giftgasangriff, die er sich im Ersten Weltkrieg zugezogen hatte, war Schmidt nicht in der Lage laut zu singen, was angeblich zu seinem flüsternden Gesangsstil führte. Durch diesen wurde er bekannt und das Pseudonym „Whispering Jack Smith“ leitete sich daraus ab. Sein Stil kam beim Publikum gut an, so dass er viele Nachahmer fand. Er arbeitete zunächst für die McLaughlin Agency in Pittsburgh, Pennsylvania. Seine Engagements unterschrieb er als Jack Smith. Beeinflusst waren seine Darbietungen durch den Jazz.

HMV EG 962 Ich küsse ihre Hand, Madame (In Dreams I Kiss Your Hand, Madame)

Seite musikalische Karriere startete er etwa 1917 im Vaudeville und als Sänger in kleineren Produktionen am Broadway und schlug sich als Sänger ohne feste Anstellung durch. Beim Musikverlag Irving Berlin erhielt er eine Anstellung als englisch Song Plugger ‚Liedinterpretierer, Liedwerber‘. Seine Aufgabe war es populäre Stücke vorzuspielen und vorzusingen, um die Kunden zum Kauf der Notenblätter zu motivieren. Ab 1923 wurde er beim New Yorker Radiosender WMCA als Pianist beschäftigt und sein Schaffen konzentrierte sich auf Radioaufnahmen. Er hatte im Dezember 1926 in einem frühen Tonfilm über The Revelers mitgewirkt, jedoch deutlich bekannter wurde er durch seine Platteneinspielungen in der Mitte der 1920er Jahre.
So entstanden im August 1925 zunächst unveröffentlichte Probeaufnahmen (Alone at last und My sweetie turned me down). Am 15. September 1925 wurde seine erste Schallplatte Cecilia und I care for her and she cares for me veröffentlicht, rund 45 weitere Titel unter dem Label der Victor Talking Machine Company und His Master’s Voice folgten. Am 28. April 1927 entstand die Aufnahme zu dem Lied Me and My Shadow (Musik: Dave Dreyer, Al Jolson; Lyrics: Billy Rose) bei Larry Spier Music LLC. 1928 nahm er unter anderem eine Version des Liedes Ich küsse ihre Hand, Madame in englischer und deutscher Sprache auf. Auf der B-Seite war eine Aufnahme des Liedes Ramona zu hören. Er starb 1950 nach einem Herzinfarkt und wurde auf dem Friedhof „Saint Raymond’s Cemetery“ beigesetzt.

## Rezeption
- Das Stück Der flüsternde Bariton (gesungen von Oskar Karlweis) aus der Musikrevue Es liegt in der Luft von Marcellus Schiffer und Mischa Spoliansky aus dem Jahr 1928, ist ihm und seinem Gesang gewidmet.[8]
- Eugene Schmidt, ein Großneffe des Künstlers, begann im Jahr 2005 Materialien über seinen Verwandten und über die Schauspielerin Peggy O’Neil zusammenzutragen und in einem Roman Ereignisse aus deren Leben aufzuschreiben. „Whispering Jack“ und „Sweet Peggy O“ waren sich in den 1920er Jahren begegnet.[9]

## Filmografie
Als Whispering Jack Smith war er in drei Filmen aktiv.
- 1930: Happy Days[10]
- 1930: Cheer Up and Smile[11]
- 1930: The Big Party[12]